# Municipio de Caswell
El municipio de Caswell (en inglés: Caswell Township) es un municipio ubicado en el  condado de Pender en el estado estadounidense de Carolina del Norte. En el año 2010 tenía una población de 1.418 habitantes.

## Geografía
El municipio de Caswell se encuentra ubicado en las coordenadas 34°30′17.6″N 78°9′1.98″O / 34.504889, -78.1505500.